# Johnny Remember Me
Johnny Remember Me ist ein Lied des englischen Sängers und Schauspielers John Leyton, das 1961 Platz 1 in den britischen Charts erreichte und mehrfach gecovert wurde. Text und Musik stammen von Geoff Goddard, John Leyton wurde von der Band The Outlaws begleitet. Für den Produzenten Joe Meek war es der erste Nummer-1-Hit. Das Lied, das die Geschichte der Heimsuchung eines jungen Mannes durch seine verstorbene Geliebte erzählt, ist eines der bekanntesten sogenannten death ditties (etwa „Todesliedchen“), die in den frühen und mittleren 1960er Jahren im englischsprachigen Raum populär waren. Kennzeichnend für das Lied sind sein „schauriger“, hallender Klang (typisch für Joe Meeks Produktionsstil) und der geisterhafte weibliche Begleitgesang von Lissa Gray. Die Aufnahme wurde von Charles Blackwell arrangiert. Die BBC verweigerte zunächst die Übertragung von Johnny Remember Me wie auch von anderen Liedern mit ähnlicher Thematik.

## Geschichte
John Leyton hatte für eine Folge der Fernsehserie Harpers West One die Rolle des Rockstars Johnny Saint-Cyr erhalten und sollte in dieser Rolle Johnnys „neuesten Song“ singen. Geoff Goddard, der für Leytons Produzenten Joe Meek tätig war, erwachte nach eigenen Angaben eines Morgens inspiriert und sang spontan das ganze Lied am Stück, ohne daran gearbeitet zu haben. Er nahm es mit einem Tonbandgerät auf, das immer neben seinem Bett bereitstand. Durch die Fernsehausstrahlung wurde das Lied schnell bekannt. In der BBC-Fernsehsendung Juke Box Jury vom 29. Juli 1961 fällte die aus Spike Milligan, Benny Green, Pat Moss und Eira Hughes bestehende Jury ein negatives Urteil über das Lied, das in den britischen Charts gleichwohl schnell aufstieg. Johnny Remember Me hielt sich von August bis November 1961, während 15 Wochen, in den Charts und belegte in vier Wochen den ersten Platz.

## Coverversionen
Eine Single mit einer Coverversion der britischen Psychobillyband The Meteors stand 1983 während fünf Wochen in den britischen Charts, wobei sie Rang 66 erreichte. Im selben Jahr coverte auch der niederländische Sänger John Spencer den Song – auf Niederländisch unter dem Titel Johnny, vergeet me niet. 1990 erreichte ein Cover der Band The Phantom Chords während zweier Wochen Platz 83 bzw. 80 in den britischen Charts. Weitere Cover stammen von Bronski Beat und Marc Almond (1985 in einem Medley), Showaddywaddy, Spell und anderen Bands.